# Chakdaha
Chakdaha là một thành phố và khu đô thị của quận Nadia thuộc bang Tây Bengal, Ấn Độ.

## Địa lý
Chakdaha có vị trí 23°05′B 88°31′Đ / 23,08°B 88,52°Đ Nó có độ cao trung bình là 11 mét (36 foot).

## Nhân khẩu
Theo điều tra dân số năm 2001 của Ấn Độ, Chakdaha có dân số 86.965 người. Phái nam chiếm 51% tổng số dân và phái nữ chiếm 49%. Chakdaha có tỷ lệ 79% biết đọc biết viết, cao hơn tỷ lệ trung bình toàn quốc là 59,5%: tỷ lệ cho phái nam là 84%, và tỷ lệ cho phái nữ là 75%. Tại Chakdaha, 9% dân số nhỏ hơn 6 tuổi.